# Christopher Kummer
Christopher Kummer (* 18. März 1975 in Frankfurt am Main) ist ein deutscher Wirtschaftswissenschaftler, Hochschullehrer und Unternehmensberater.

## Leben und Beruf
Im Anschluss an die Matura an der Stiftsschule Engelberg absolvierte Kummer von 1995 bis 1999 ein Studium der Wirtschaftswissenschaften an der Universität St. Gallen. Anschließend promovierte er 2005 an der Technischen Universität Berlin bei Ulrich Steger mit einer Dissertation zu Mergers & Acquisitions.
Kummer war von 2004 bis 2014 Professor an der Webster Vienna Private University, an der er das Institute for Mergers, Acquisitions and Alliances (IMAA) begründete. Als Unternehmensberater leitete er von 2007 bis 2009 die HR Transaction Services Sparte bei PricewaterhouseCoopers in Zürich. Von 2012 bis 2019 war er Professor of Finance an der Hult International Business School. Seit 2020 ist er Professor for Business & Management an der IU Internationale Hochschule.

## Monographien
- Internationale Fusions- und Akquisitionsaktivität. Historische Entwicklung, Verbreitung und strategische Intentionen, Deutscher Universitäts-Verlag, Wiesbaden 2005, ISBN 978-3-8350-0178-7 (= Dissertation)
- mit Franz Ferdinand Eiffe, Wolfgang Mölzer: Mergers & Aquisitions. Leitfaden zum Kauf und Verkauf von Unternehmen, LexisNexis India
- mit Franz Ferdinand Eiffe, Wolfgang Mölzer: Mergers & Aquisitions. A Comprehensive Step-by-Step Approach, LexisNexis India
- mit Franz Ferdinand Eiffe, Wolfgang Mölzer: Mergers & Acquisition in Malaysia. A Comprehensive Step-by-Step Approach, LexisNexis India